# Гусєв Олександр Володимирович
Олександр Володимирович Гусєв (нар. 28 вересня 1989, Київська область) — український фотограф, фотожурналіст, архітектор, який співпрацює з міжнародним фотоагенством SOPA Images та Getty Images Ukraine. Його роботи висвітлюють ключові події в Україні, зокрема повномасштабну війну Росії проти України, суспільні трансформації та культурне життя країни. 

## Життєпис
Олександр Гусєв народився 28 вересня 1989 року в Київській області.
Закінчив Київський національний університету будівництва і архітектури, що, ймовірно, вплинуло на його візуальний стиль та увагу до композиції.
Фотографувати почав з 2011 року під час його роботи архітектором над реконструкцією (зона глядачів та VIP-зона) НСК Олімпійський, саме в той період задокументував весь процес перевтілення стадіону.
Наприкінці 2013 року Київ був охоплений масовими акціями протесту, що завершилися кровопролиттям, втечею Президента Віктора Януковича та Революцією Гідності. Гусєв фотографував ті події як кореспондент Review News.
Улітку 2014 року одним із перших його відряджень в зону проведення Антитерористичної операції робив репортажі зі звільнених від сепаратистів населених пунктів Краматорськ, Слов’янська, Костянтинівки.
У липні 2015 року став одним із перших фотокореспондентів, кому вдалося зафіксувати роботу нової патрульної поліції під час погоні за водієм Maserati.
В 2016-2019 роках був фотографом Національного палацу мистецтв «Україна».
З 2017 року фотокореспондент агенства SOPA Images.
26 лютого 2022 року на другий день  російського вторгнення в Україну став свідком повітряного бою винищувачів поблизу Києва.
17 жовтня 2022 року потрапив під ворожий обстріл разом з іншими журналістами, які приїхали документвати наслідки ворожої атаки безпілотними апаратами Шахед-136, це було перше застосування цього типу озброєння по місту Києву. Декілька безпілотників вибухнули в 20-30 метрах від журналістів.

## Творчість
Спеціалізується на репортажній та документальній фотографії. 
Його світлини публікуються в міжнародних ЗМІ Time, CNN, New York Times, Washington Post, Spiegel, The Guardian, Bloomberg, Deutsche Welle, The Wall Street JournalRadio Svododa та багатьма іншими..
Використовуються у фоторепортажах про війну, суспільні події та культурні заходи в Україні.
Найбільш відомий репортаж рятувальних робіт після обстрілу лікарні «Охматдит» 8 липня 2024 року, де Олександру вдалося задокументувати, як лікар-інфекціоніст Віталій Іць виносить на руках дитину. Це фото не просто сколихнуло мережу десятками тисяч репостів публікації самого фотографа у Фейсбук, а й стала однією з ключових фотографій для сотень міжнародних видань.
23 червня 2025 року Олександр опублікував знімок, який тисячами репостів сколихнув суспільство. На фото — момент, коли рятувальники за допомогою крану підіймають тіло дитини з-під завалів зруйнованого житлового будинку у Шевченківському районі столиці.